# 美濃市立大矢田小学校
美濃市立大矢田小学校（みのしりつ おやだしょうがっこう）は、岐阜県美濃市にある公立小学校。

## 概要
- 通学区域は大矢田、楓台、もみじが丘1丁目、もみじが丘2丁目の一部であり、公立中学校の進学先は美濃市立昭和中学校である[1]。
- 旧・武儀郡大矢田村の小学校である。

## 沿革
- 1873年（明治6年）5月 - 真進舎が開校。道樹寺を仮校舎とする。
- 1876年（明治9年） - 大矢田学校に改称する。
- 1878年（明治11年）3月 - 半道地区に半道分教場を設置。
- 1881年（明治14年） - 大矢田簡易科小学校に改称する。半道分教場が半道簡易科小学校として独立する。
- 1886年（明治19年） - 大矢田簡易科小学校が大矢田尋常小学校に改称する。
- 1903年（明治36年） - 大矢田尋常小学校が大矢田尋常高等小学校に改称する。
- 1933年（昭和8年）3月 - 大矢田尋常高等小学校が半道尋常小学校を統合する。
- 1941年（昭和16年）4月1日 - 大矢田国民学校に改称する。現在地に移転。
- 1947年（昭和22年）4月1日 - 大矢田村立大矢田小学校に改称する。
- 1954年（昭和29年）4月1日 - 美濃町、洲原村、下牧村、上牧村、大矢田村、藍見村、中有知村が合併し、美濃市が発足。同時に美濃市立大矢田小学校に改称する。
- 1961年（昭和26年） - 新校舎（木造）が完成。
- 1986年（昭和61年） - 新校舎（鉄筋コンクリート造）が完成。
- 1988年（昭和63年）3月 - 半道分校を廃止[注釈 1]。

## 統合計画
- 少子化が急速に進んでいることもあり、市内の5つの小学校（美濃小学校、中有知小学校、藍見小学校、大矢田小学校、牧谷小学校）を統合し、2つの小学校に再編する計画である。2025年時点では2032年4月までの統合を目指している[2]。